# Coventry Cars
Coventry Cars war ein südafrikanischer Hersteller von Automobilen.

## Unternehmensgeschichte
Das Unternehmen hatte seinen Sitz in Pietermaritzburg. In den 1990er Jahren stellte es Automobile her. Der Markenname lautete Coventry.

## Fahrzeuge
Das Modell Classic war ein Fahrzeug im Stil des Lotus Seven, aber länger, breiter und höher als das Original. Ein Vierzylindermotor von Ford mit 1600 cm³ Hubraum trieb die Fahrzeuge an.
Außerdem bot das Unternehmen den Rotrax von Rotrax Sales und ein Fahrzeug mit einer Ähnlichkeit zum Jeep CJ an.